# René Ristelhueber
René Ristelhueber (* 5. März 1881 in Peking; † 19. Februar 1960) war ein französischer
Diplomat und Schriftsteller.

## Leben
René Ristelhueber war der Sohn eines Konsuls in Peking mit Migrationshintergrund im Elsass.
Er trat 1905 als Dolmetscher für Hochchinesisch in Peking in den Dienst des Außenministeriums. Als Diplomat war er Experte für den Nahen Osten, den Fernen Osten, Europa und Nordafrika. Von 1908 bis 1912 war er in der Levante stationiert. Während des Ersten Weltkrieges wurde er in Thessaloniki, Athen und anschließend im Hochkommissariat in Konstantinopel eingesetzt. Nach dem Ersten Weltkrieg leitete er drei Jahre in der Kolonie Tunesien das Innenministerium, ein Amt, das 1931 auch Henri Ponsot bekleidete. Von 1935 bis 1937 war er Gesandter in Oslo, von 1. Dezember 1937 bis 3. Mai 1939 Gesandter in Sofia und von 1940 bis 1942 Gesandter in Ottawa.
Anschließend wurde er in den Ruhestand versetzt und war sieben Jahre Professor für diplomatische Geschichte an der Universität Montreal. In seiner letzten Veröffentlichung beschäftigte er sich mit den Opiumkriegen.
| Vorgänger           | Amt                                                              | Nachfolger                 |
| ------------------- | ---------------------------------------------------------------- | -------------------------- |
| Frédéric Amé-Leroy  | französischer Botschafter in Oslo 1935 bis 1937                  | André Bruère               |
| Jacques Labouret    | Ambassade de France en Bulgarie 1. Dezember 1937 bis 3. Mai 1939 | Jules-François Blondel     |
| Robert de Dampierre | Ambassade de France au Canada 1940 bis 1942                      | Colonel Philippe Pierrenne |